# François Louis Jérôme Baron
Pour les articles homonymes, voir Baron.
Louis Baron, né à Plomion le 7 janvier 1750 et mort à Paris le 11 mai 1833, est un homme politique et avocat français.

## Biographie
François Louis Jérôme Baron, né dans l'Aisne, avocat à Reims, est président du Tribunal du district de 1791 à 1799, puis siége au Conseil des Anciens. Il représente la Marne au Sénat conservateur de 1800 à 1805, devient président de la Cour de justice criminelle de la Marne et, en 1810, conseiller à la Cour d’appel de Paris. Il épouse Marie Jeanne Perette Blavier (1759-1823). Il repose au Cimetière du Nord (Reims).
Une rue de Reims porte son nom.

## Sources
- « François Louis Jérôme Baron », dans Adolphe Robert et Gaston Cougny, Dictionnaire des parlementaires français, Edgar Bourloton, 1889-1891 [détail de l’édition]